# Eois platearia
Eois platearia là một loài bướm đêm trong họ Geometridae.